# K-38
K-38, później B-38 – pierwszy radziecki myśliwski okręt podwodny z napędem jądrowym projektu 671 (NATO: Victor). Budowę okrętu rozpoczęto w kwietniu 1963 roku. K-38 zapoczątkował budowę nuklearnych okrętów podwodnych w stoczni Admiralicji w Leningradzie, która w 1959 roku wybudowała pierwszy na świecie nuklearny statek nawodny. Okręt był budowany pod numerem stoczniowym 600. 28 lipca 1966 roku K-38 został zwodowany do rzeki Fontanka. W listopadzie tego roku zbyt duże ciśnienie w generatorze pary spowodowało awarię podczas testu nuklearnej siłowni okrętu. Po dokonaniu niezbędnych napraw w lipcu 1967 roku okręt umieszczono w doku transportowym i przetransportowano do Zakładu nr 402 w Siewierodwińsku, gdzie został ukończony i poddany testom na Morzu Białym, po czym wprowadzony do służby we Flocie Północnej 5 listopada 1967 roku, którą pełnił do 1991 roku. Pierwszym dowódcą był komandor porucznik Je. Czernow.
K-38 we wrześniu–październiku 1971 roku wraz z K-323 odbył rejs pod lodami Arktyki. W 1979 roku okręt pełnił służbę bojową na wodach Zatoki Perskiej.
29 sierpnia 1991 roku wraz z innymi okrętami tego typu został przeklasyfikowany z krążowniczego okrętu podwodnego na duży okręt podwodny, co pociągnęło zmianę oznaczenia z litery K na B. Został następnie przejęty przez marynarkę wojenną Rosji.
Okręt wycofano formalnie ze służby 1 września 1995 roku.